# Staří a neklidní
Staří a neklidní (orig. The Maiden Heist) je americký komediálně-kriminální film z roku 2009 režiséra Petera Hewitta v hlavních rolích s Morganem Freemanem, Christopherem Walkenem, Williamem H. Macym a Marciou Gay Harden.

## Děj
Roger, Charles a George, strážníci v muzeu, se rozhodnou z muzea ukrást exponáty, které si oblíbili až jsou jimi téměř posedlí. Plán chtějí realizovat během přesunu exponátů do Dánska.

## Obsazení
| Morgan Freeman     | Charles Peterson |
| Christopher Walken | Roger Barlow     |
| William H. Macy    | George McLendon  |
| Marcia Gay Harden  | Rose Barlowová   |
| Breckin Meyer      | malíř            |